# 駐日タイ王国大使館
駐日タイ王国大使館（タイ語: สถานเอกอัครราชทูต ณ ประเทศญี่ปุ่น、英語: Embassy of Thailand in Japan / Royal Thai Embassy in Japan）は、タイ王国が日本の首都東京に設置している大使館である。在東京タイ王国大使館（タイ語: สถานเอกอัครราชทูต ณ กรุงโตเกียว、英語: Embassy of Thailand in Tokyo / Royal Thai Embassy in Tokyo）とも。

## 歴史
1941年8月、駐日タイ王国公使館（在東京タイ王国公使館）から昇格する形でタイ史上初の大使館として発足する。1945年8月、大日本帝国がポツダム宣言を受諾して降伏したことにより外交権を喪失、それに伴い日本とタイの外交関係および大使交換も凍結した。1952年4月28日、サンフランシスコ平和条約が発効して日本国が独立したのと同日に、サガー・ニンガムヘン（サガー・ニルカムヘング）駐日公使と吉田茂外務大臣が霞が関の外務省で文書を交換し、日本とタイの外交関係および大使交換の再開に合意した。
2000年、東京の代々木公園においてタイ王国大使館が主催するタイ・フード・フェスティバルが初めて開催された。爾後、毎年開催される恒例イベントとなり、2005年にタイ・フェスティバルと改称されて現在に至っている。
2012年、建築家の宮崎浩と大成建設株式会社一級建築士事務所によって東京のタイ王国大使館が改築された。

## 所在地
- 住所: 〒141-0021　東京都品川区上大崎3-14-6[4]
- アクセス: JR山手線/東京メトロ南北線/都営三田線/東急目黒線・目黒駅

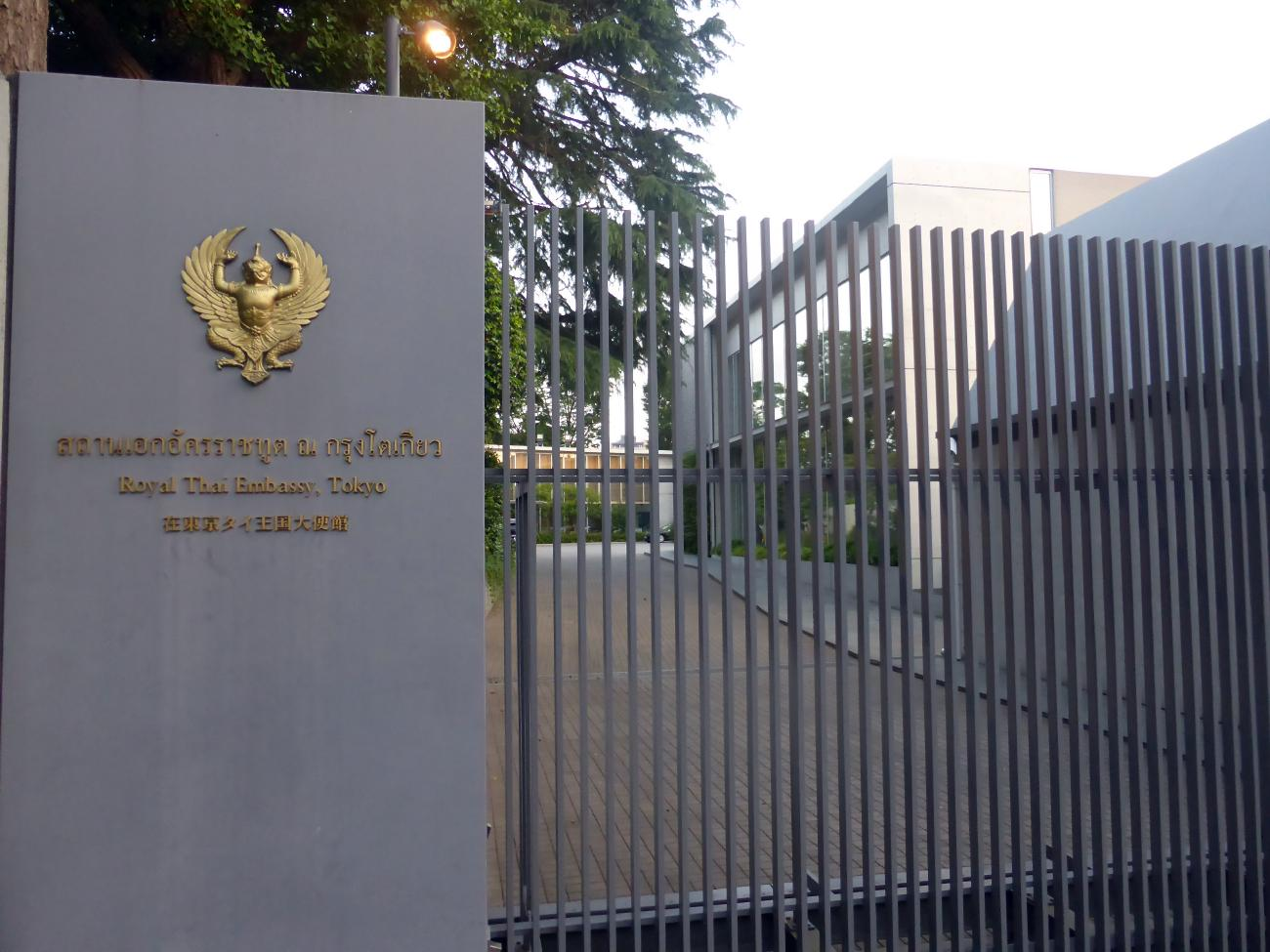
タイ大使館表札
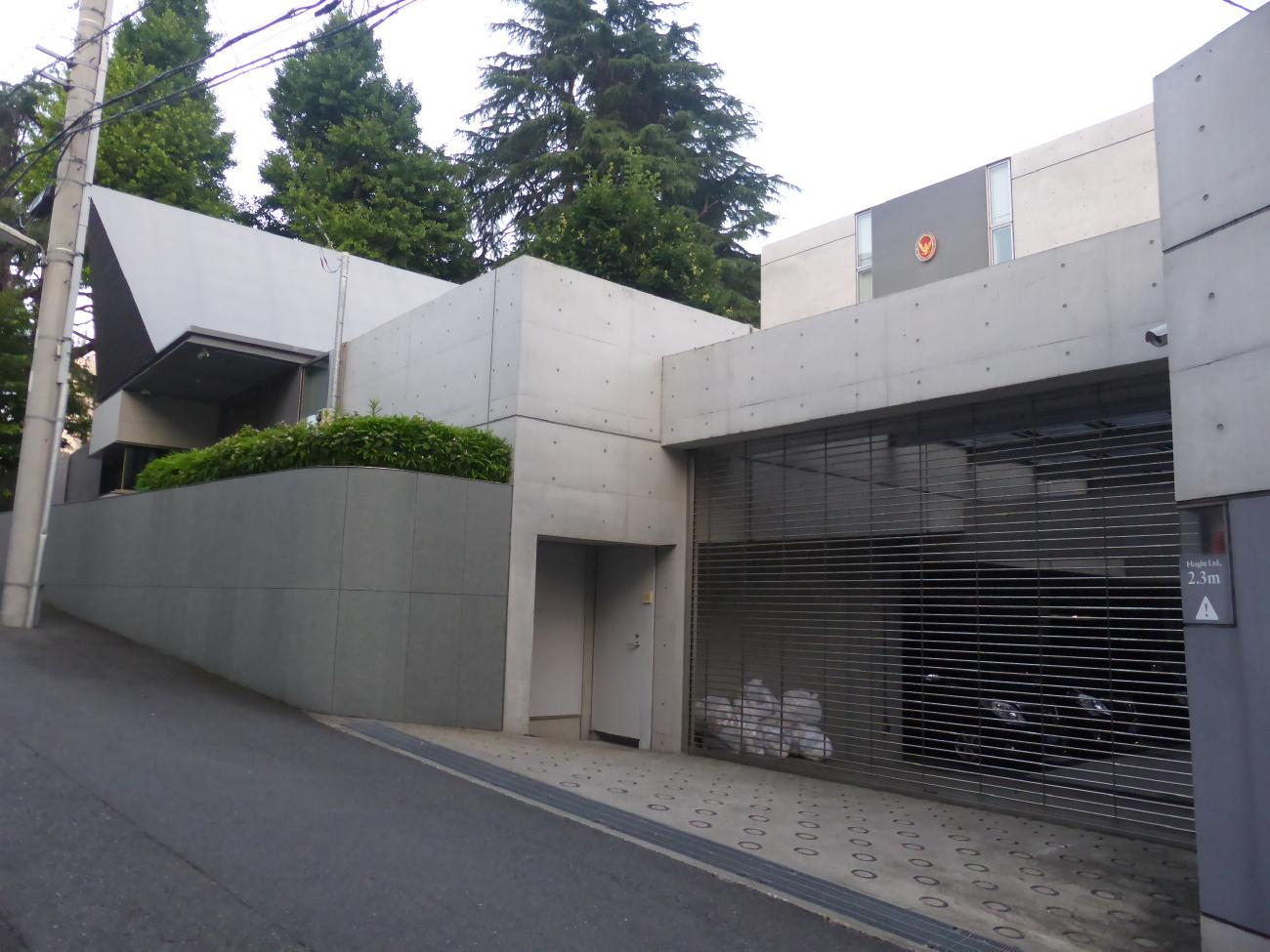
タイ大使館駐車場
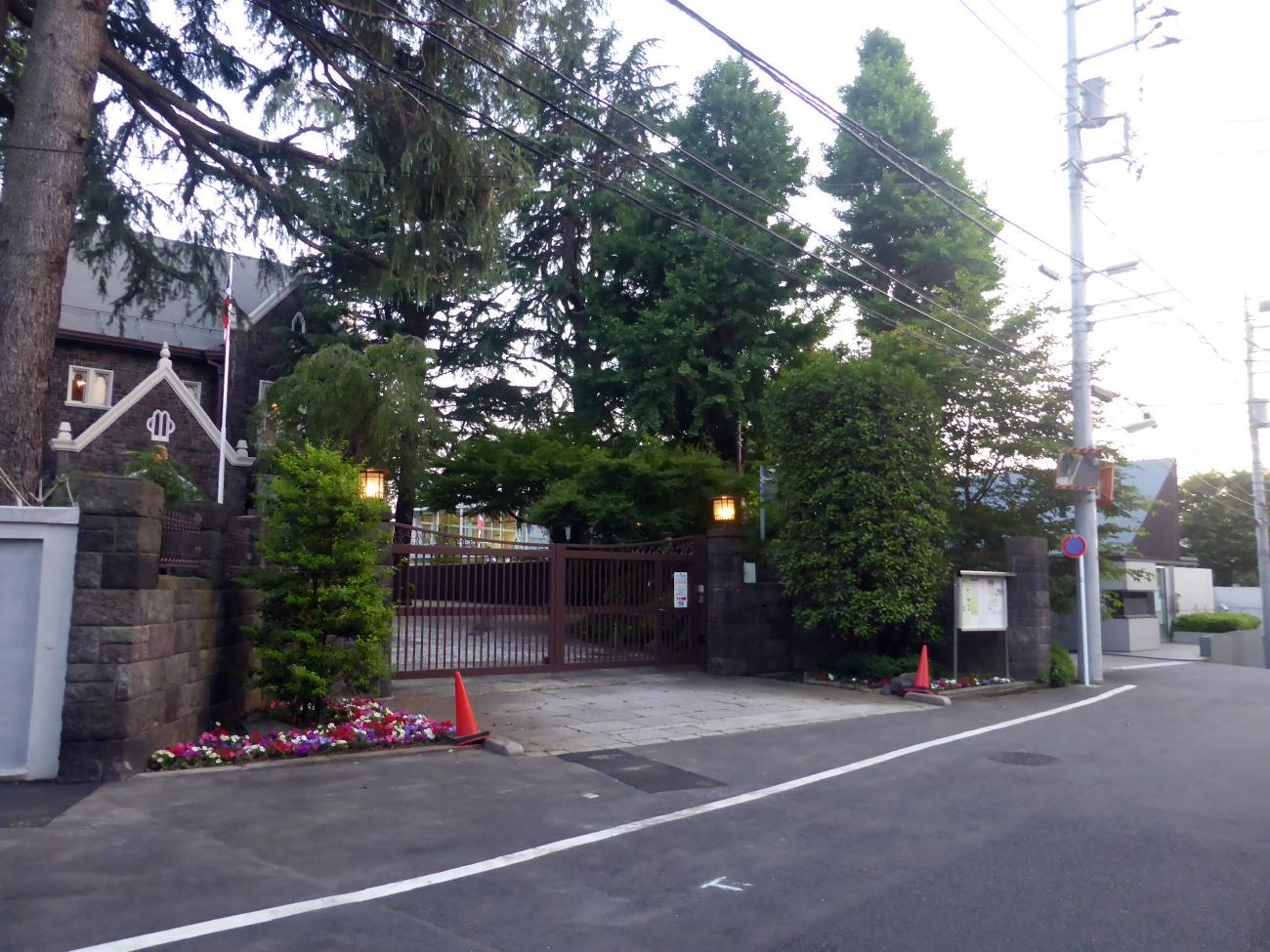
タイ大使公邸と隣にある大使館
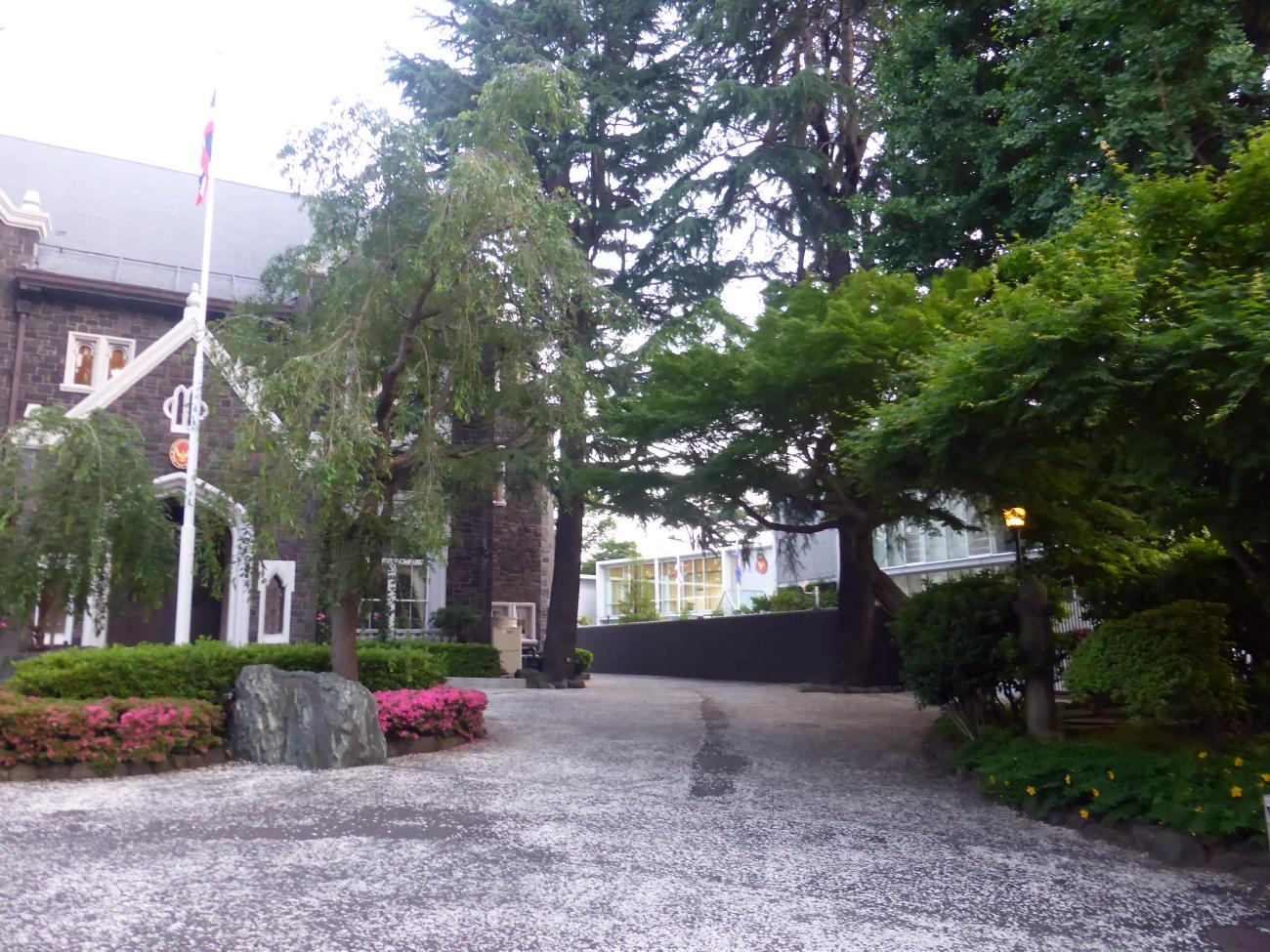
タイ大使公邸と前庭
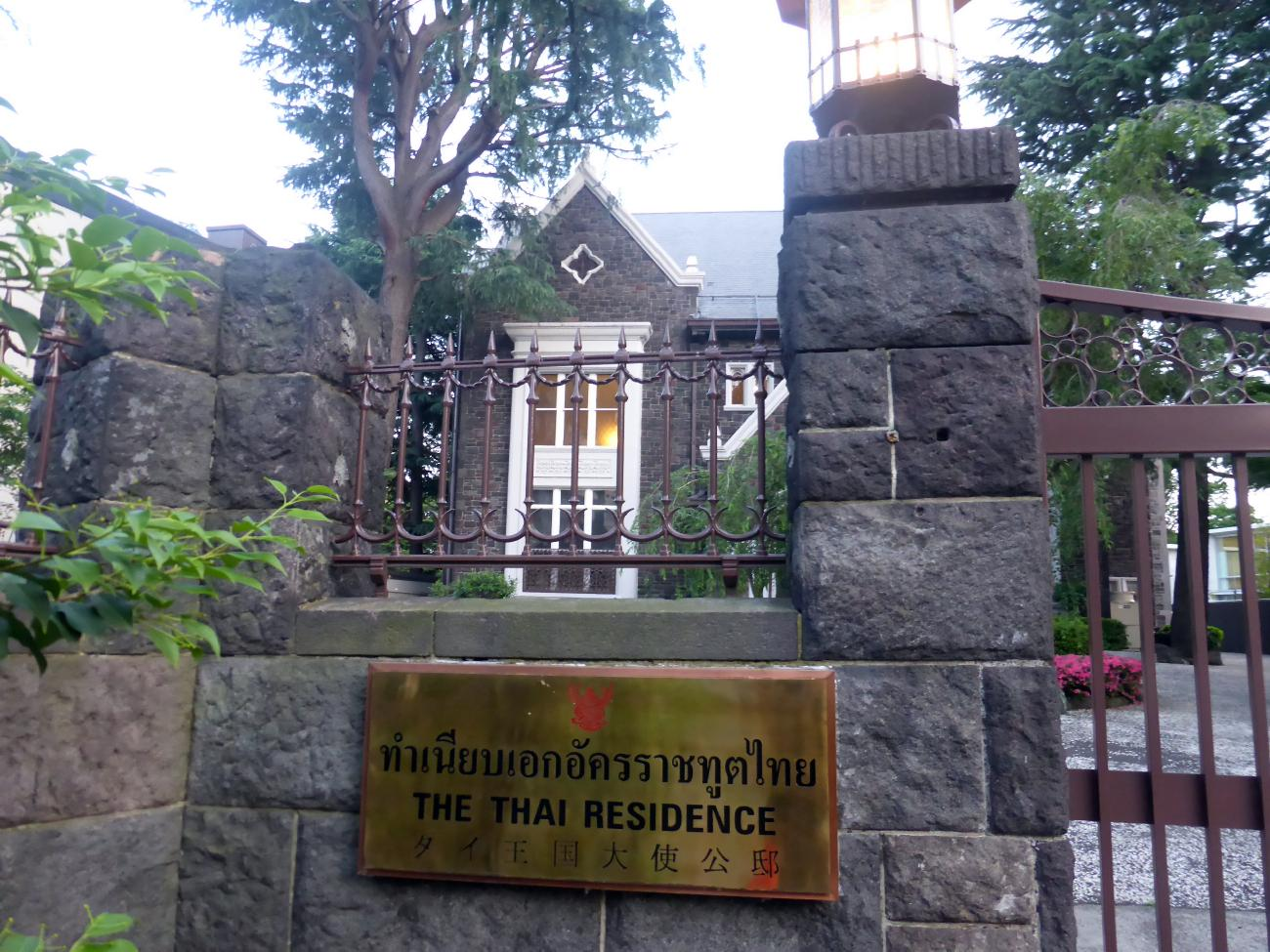
タイ大使公邸

## 大使
2024年6月6日より、ウィッチュ・ウェチャーチーワが特命全権大使を務めている。
隣接する駐日タイ大使公邸は、実業家浜口吉右衛門の邸宅として建てられた洋館。

## 著名な在勤者

### 駐日大使以外
- アッタカーン・ウォンチャナマース - ギリシャ駐箚大使、福岡総領事
- クリット・タンカナラット - アルゼンチン駐箚大使、大阪総領事
- ウィチット・チットウィマーン - デンマーク駐箚大使兼リトアニア駐箚大使、大阪総領事

## タイ王国大使館武官事務所
- 住所: 東京都目黒区下目黒6-15-21
- アクセス: 目黒駅西口発東急バス目黒消防署下車。

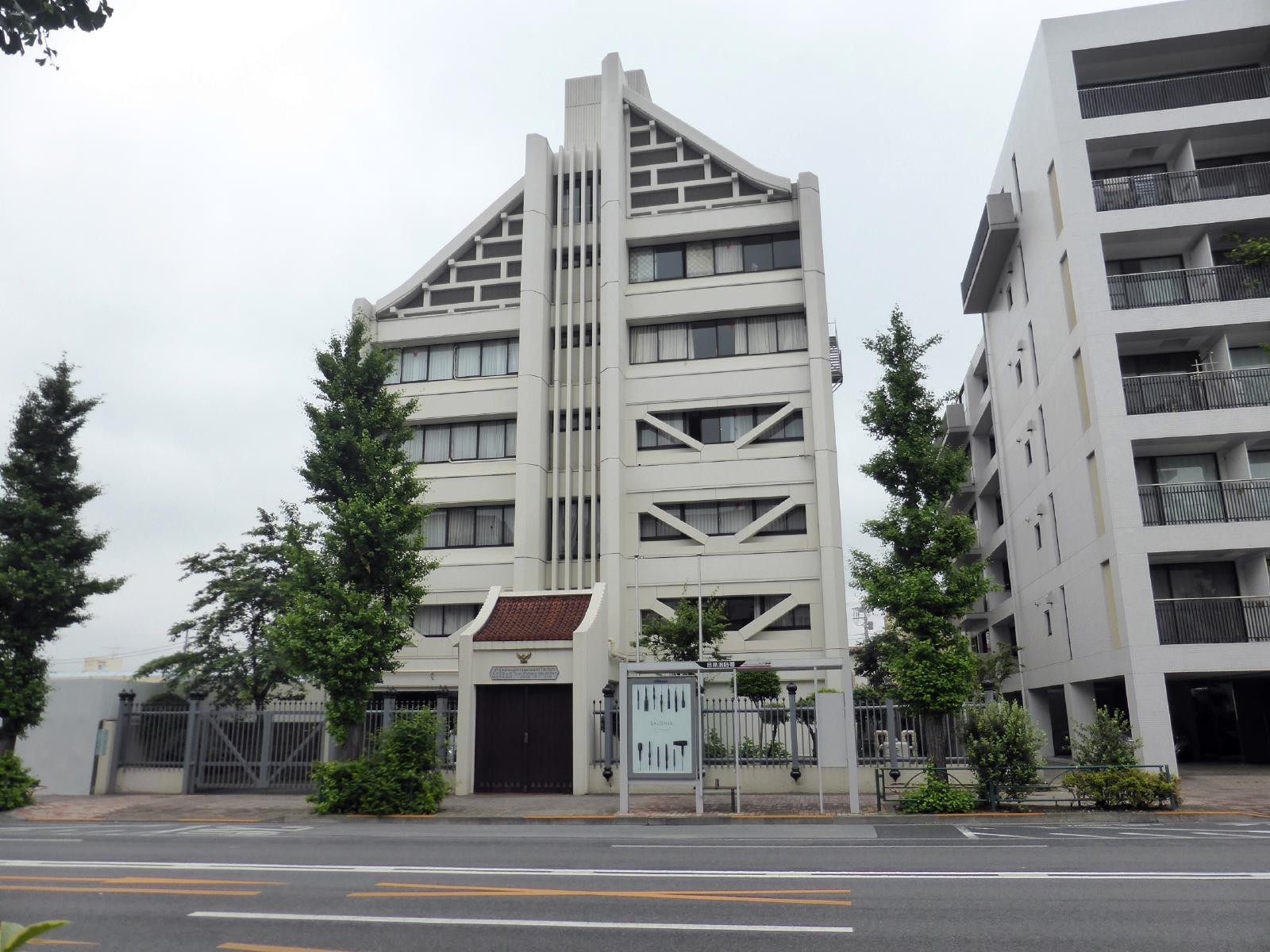
タイ大使館武官事務所全景
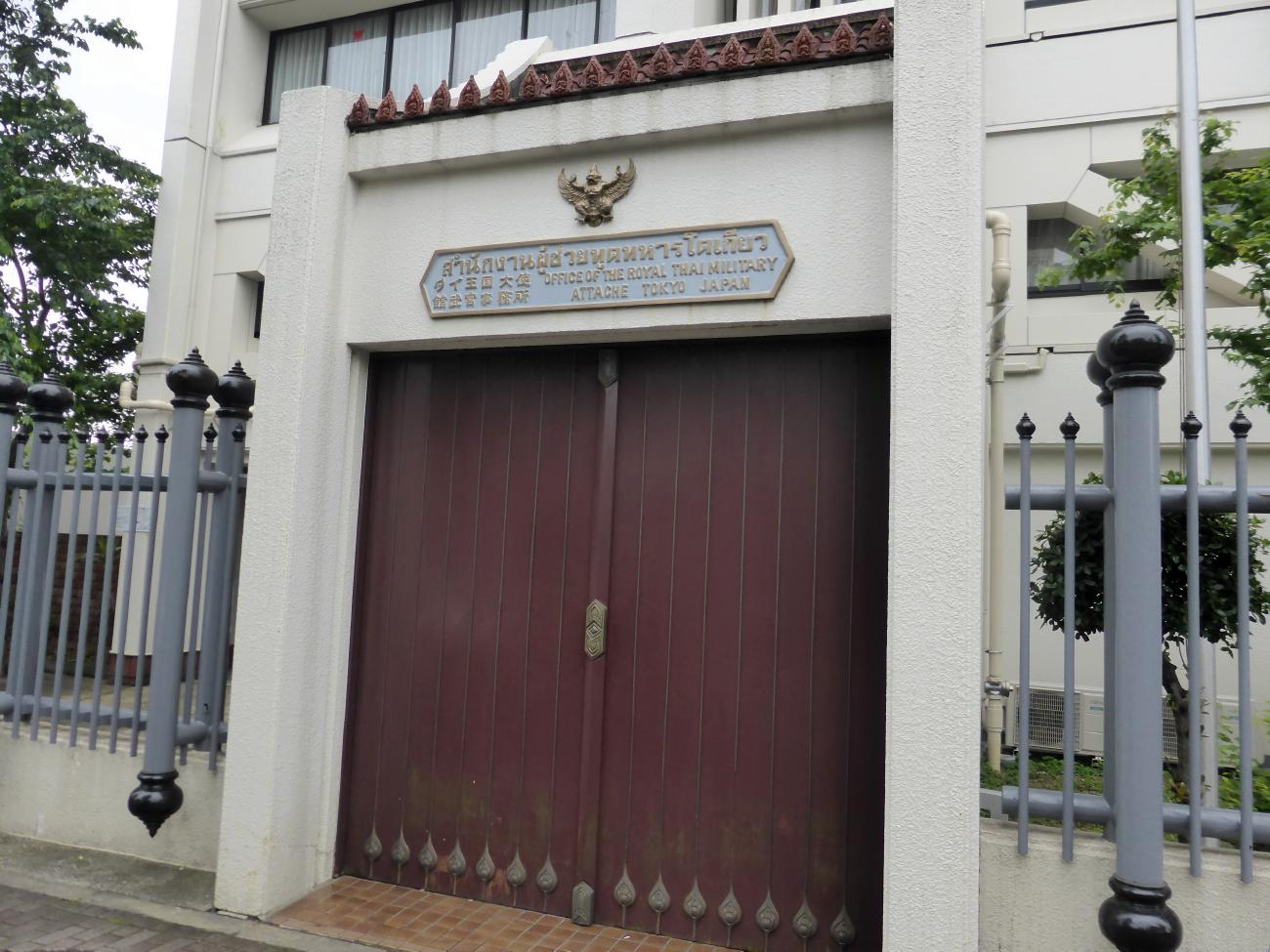
タイ大使館武官事務所正面ゲート
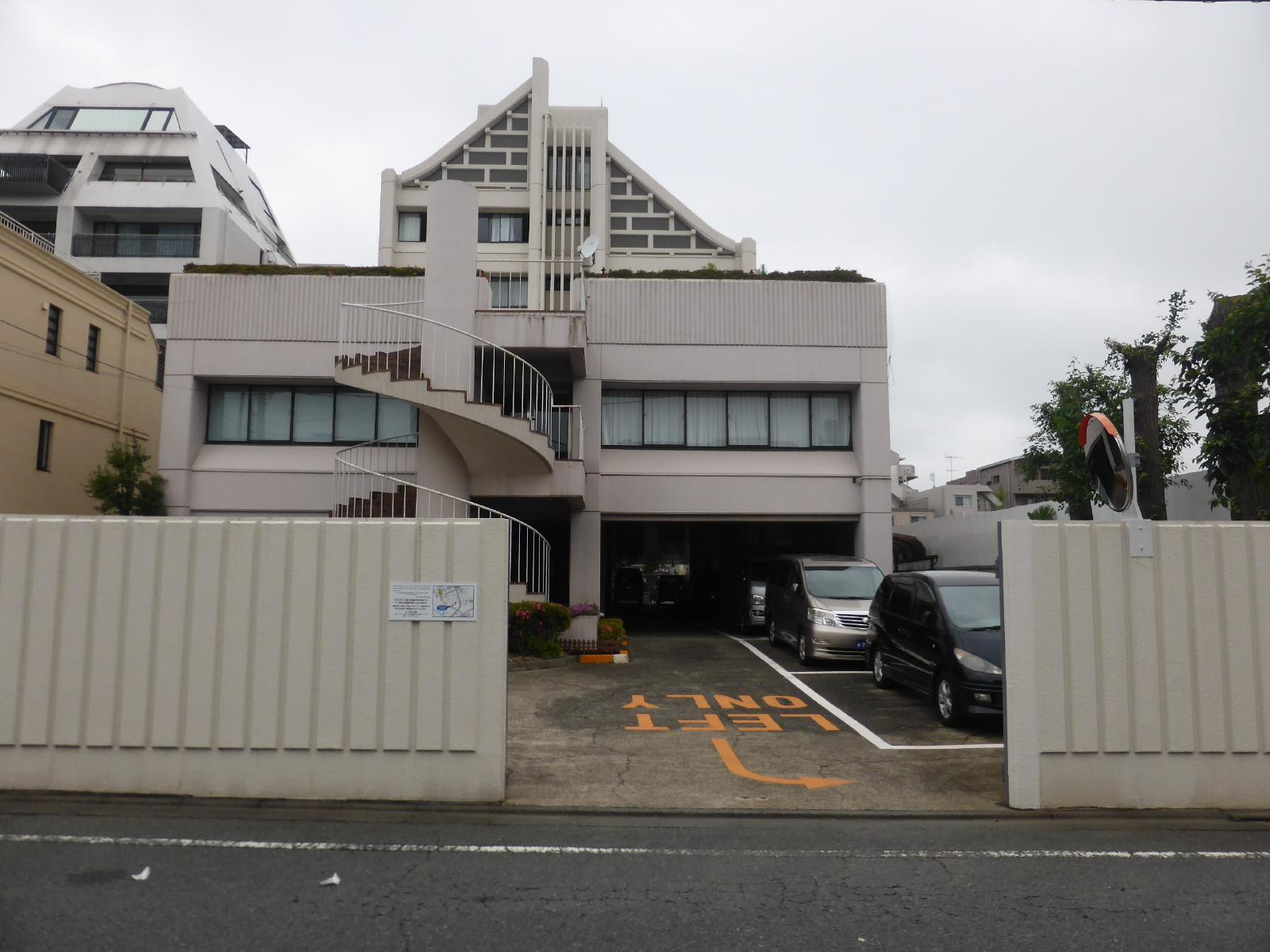
タイ武官事務所裏口